# Еритроплакія
Еритроплакія (еритоплазія) (від дав.-гр. ἐρυθρός — «червоний» і πλάξ, πλακός — «площина, поверхня») — захворювання слизової оболонки, яке проявляється як стійка червона пляма та характеризується значним ступенем дисплазії епітелію та здатністю до малігнізації. Відомі еритроплакія слизової оболонки рота і шийки матки.

## Етіологія та патогенез
Етіологія еритроплакії достовірно не визначена. Для еритроплакії слизової оболонки рота до основних факторів виникнення відносяться:
- куріння, вживання алкоголю, гострої та гарячої їжі;
- вірус папіломи людини, Candida albicans
- механічне пошкодження: травми губ, гострі стінки каріозних зубів, пломби, протези, неправильний прикус, гальванізм, термічні опіки при курінні

Відзначається вплив захворювань шлунково-кишкового тракту, внаслідок яких порушується засвоєння вітаміну А, відповідального за процеси кератинізації, а також цукрового діабету та порушень обміну холестерину.
Етіологія еритроплакії шийки матки невідома.

## Клінічна картина
Еритроплакія з'являється як чітко обмежена ділянка неправильної форми яскраво-червоного кольору, іноді з ділянками помутніння. Вогнище еритроплакії безболісне, без ущільнення підлеглих тканин і регіонарних лімфовузлів. При тривалому існуванні еритроплакії відбувається атрофія нижчих тканин. Еритроплакія самостійно не зникає навіть при припиненні дії негативного фактора, але спостерігаються періоди ремісії, після яких на її поверхні знову з'являються ерозії та виразки, а еритроплакія може переходити до злоякісного стану. Еритроплакія слизової оболонки рота має схожість із хворобою Боуена.
Дослідження еритроплакії шийки матки показує ущільнення та атрофію епітелію та гіперплазію (у тому числі атипову) клітин базального шару, внаслідок чого це захворювання відносять до передракових станів. Еритроплакія шийки матки часто супроводжується кольпітом та цервіцитом.

## Лікування та прогноз
Лікування включає біопсію ураження для визначення ступеня дисплазії. Лікування еритроплакії — хірургічне з обов'язковим усуненням шкідливого фактора і запалення. Застосовується також кріодеструкція та променева терапія.
При своєчасному лікуванні еритроплакія має сприятливий прогноз.